# Medaglia per i volontari romani alla difesa di Vicenza
La medaglia per i volontari romani alla difesa di Vicenza venne istituita da papa Pio IX nel 1848.
La medaglia venne creata nel 1848 e distribuita dal pontefice a tutti i soldati volontari romani che contribuirono a difendere la città di Vicenza, attaccata dagli austriaci.

## Insegne
La  medaglia consiste in un tondo di bronzo riportante sul diritto lo stemma della città di Roma, coronato da corona principesca ed attorniato da una ghirlanda di alloro e quercia intrecciate, circondata dalla scritta "ALMAE VRBIS COSS" e "BENEMERENTI". Il rovescio riporta in pieno campo la scritta "PVGNA STRENUE AD VICENTIAM PVGNATA IV EI DVS IVNIAS M DCCC XLVIII", sormontata da un fiore e terminante con un divisorio filiforme.
Il nastro è metà giallo e metà rosso, colori della bandiera dello Stato Pontificio.